# 竜馬通り商店街

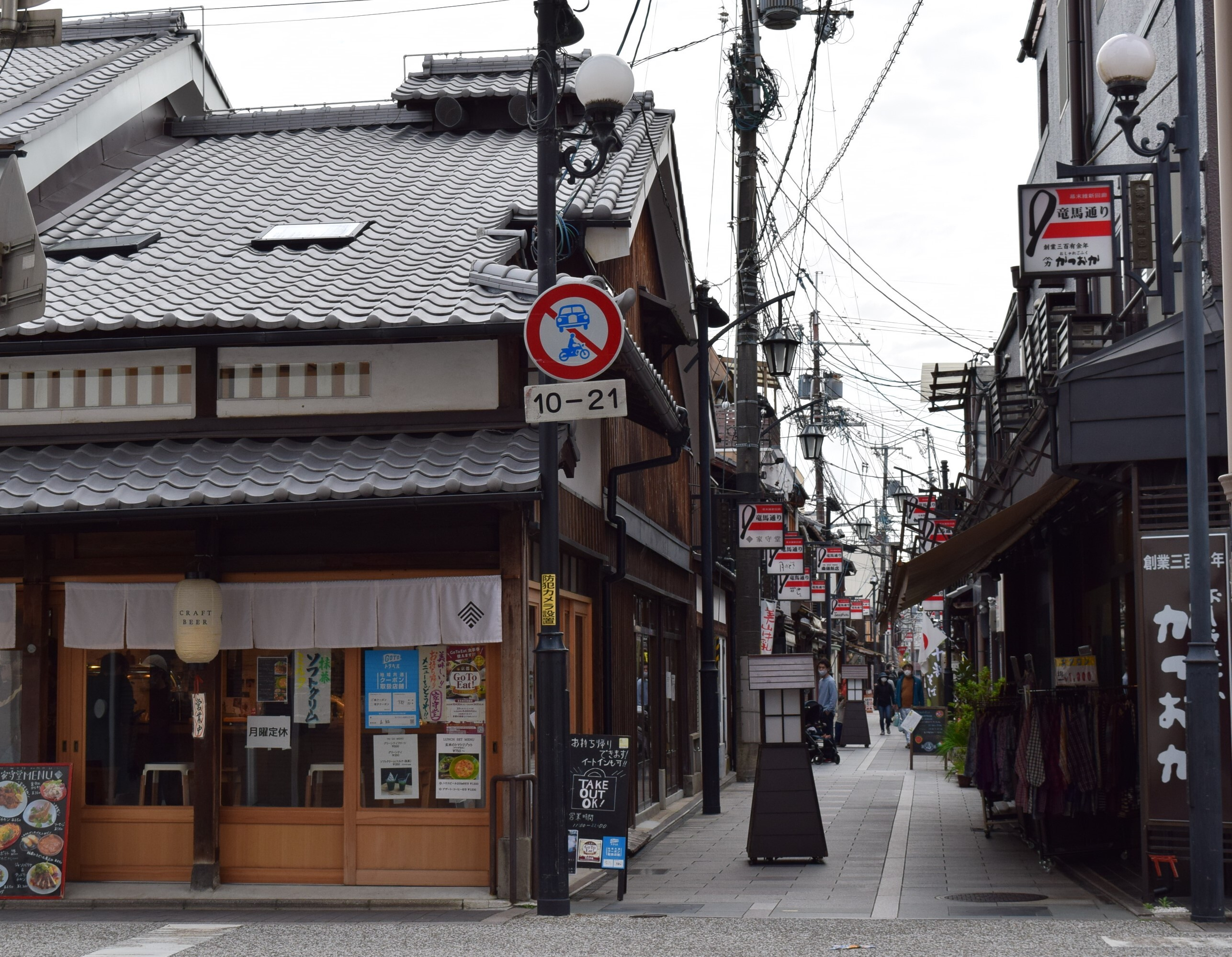
竜馬通り商店街。北側から見たところ

竜馬通り商店街（りょうまとおりしょうてんがい）は、京都市伏見区に存在する商店街である。南北に走る納屋町通りの北は魚屋町通、南は立岩通までの2ブロック、道路幅3.2ｍから4ｍで、南北約130ｍにわたって20数店舗のお店が並んでいる。京阪本線・宇治線の中書島駅が最寄駅である。

## 概要
約400年前、豊臣秀吉が伏見城を築き、現在の南浜町を中心に港湾機能が整備された。訪れる人が増えるとともに、着物や日常雑貨を売る店が現れ、商店街の原型が築かれていったとされる。1952年には商店街の店主たちが結束し、「南浜商栄会」が発足したが1962年には消滅している。
その後1973年に、南納屋町商店街と呼ばれるようになった。商店街近くに幕末時に坂本龍馬が定宿とした「寺田屋」があり、伏見奉行所にの捕り方に襲われ命からがら逃げのびた「寺田屋事件」の際にはこの商店街を通って逃げたともいわれる。1990年代からは観光型商店街を目指し、1994年（平成6年）には坂本龍馬にちなみ、竜馬通り商店街に改称した。
1996年（平成8年）には商業基盤施設等整備事業によって行政の補助金を活用しつつ石畳の舗装やガス灯建設などの整備事業も行われた。地域周辺の酒蔵のイメージに合わせる、窓枠などの木の格子には、高知県の土佐杉の焼板を使うなどの特色ある整備だった。なお整備事業費には8,497万円かかったとされる。
2001年平成13年には外観の整備改修事業が第二期となり、外観がさらに整えられた。
寺田屋など地域の遺産を活用し、坂本龍馬をテーマに地域内外の人々を集客することで、竜馬通り商店街は大きく飛躍した。ただ観光化した商店街と近隣住民が生活に使う商店街の両立が課題としても挙げられている。なお、近年は飲食店舗が増え、グルメストリートの様相を呈している。

## 行事

### 龍馬祭
毎年11月15日の前後の週末に行われるイベント。時代衣装に身を包んだ方々によるパレード、真剣居合斬り演舞、路上音楽ステージ、飲食ブース出店などが行われる。

### SHABA1グランプリ
鯖（さば）または軍鶏（しゃも）のいずれかを必ず使った創作料理を競うグルメイベント。

## 周辺
- 月桂冠本社・月桂冠大倉記念館
- キザクラカッパカントリー
- 寺田屋
- 伏見港公園
- 長建寺